# فرناندو فاز
فرناندو فاز هو لاعب كرة قدم ومدرب كرة قدم برتغالي، ولد في 5 أغسطس 1918 في بنغيلا في أنغولا، وتوفي في 25 أغسطس 1986 في لشبونة في البرتغال. لعب مع أتلتيكو كاسا بيا.